# Javier Junyent
Javier Junyent Posadas (México; 6 de mayo de 1991) es un futbolista mexicano. Juega como centrocampista en los Internacional de Acapulco FC, de la Segunda División de México.

## Clubes
| Club                             | País   | Año         |
| -------------------------------- | ------ | ----------- |
| Club América                     | México | 2003 - 2005 |
| CD Autlán                        | México | 2005 - 2006 |
| Academia REDH de Guillermo Hoyos | España | 2006 - 2007 |
| Calella FC                       | España | 2007 - 2009 |
| CE L'Hospitalet                  | España | 2009 - 2010 |
| FC Mollet                        | España | 2010        |
| CD Yurécuaro                     | México | 2011        |
| CD Irapuato                      | México | 2012        |
| Reynosa FC                       | México | 2013 - 2014 |
| Toros Neza                       | México | 2014        |
| Internacional de Acapulco FC     | México | 2015        |
| Real Burgos CF                   | España | 2017 - 2018 |
| S.D. Almazán                     |        | 2018 - 2020 |